# وادی آلما
وادی آلما (به عربی: وادی الماء) یک شهرداری در الجزایر است که در استان باتنه واقع شده‌است.